# Boldog város
A Boldog város az újjáalakult Illés-együttes első, 1978-ban megjelent nagylemeze.

## Az album dalai
1. Boldog város  (Illés Lajos – Görgey Gábor) – 24:50
2. Autóstoppos srác (Jenei Szilveszter – Miklós Tibor) – 4:26
3. Főnix (Kiss Ernő Pál -S. Nagy István) – 3:28
4. Olyan jó  (Illés Lajos – Neményi Tamás) – 4:17
5. Gondtalan évek (Jenei Szilveszter – Révész Tamás) – 5:50
6. Sose hagyd magad (Illés Lajos – Neményi Tamás) – 3:26

### Bónuszdalok
1. A tűzből támadt lány (Illés Lajos – Monostori M.) – 3:30
2. A tündér (Illés Lajos – Tolcsvay Béla) – 2:45
3. Városi csoda  (Illés Lajos – Görgey Gábor) – 2:56
4. Szélvész ez a lány  (Illés Lajos – Miklós Tibor) – 3:37
5. Száz év múlva  (Illés Lajos – Neményi Tamás) – 4:05
6. Visz az út hazafelé  (Jenei Szilveszter – Miklós Tibor) – 5:08
7. Hogyha egyszer  (Illés Lajos – Görgey Gábor) – 4:34

## Közreműködők
- Illés Lajos – billentyűs hangszerek
- Jenei Szilveszter – gitárok, ének
- Kiss Ernő Pál – ének
- Papp Tamás – dob, ütőhangszerek
- Selmeczi László – basszusgitár, ének
- Serfőző Anikó – ének
- Czidra László blockflöte
- A Magyar Állami Operaház Vonószenekara Vezényel: Bolba Lajos
- Speciális effektek: Fülep Ferenc